# Johann Adam Oest

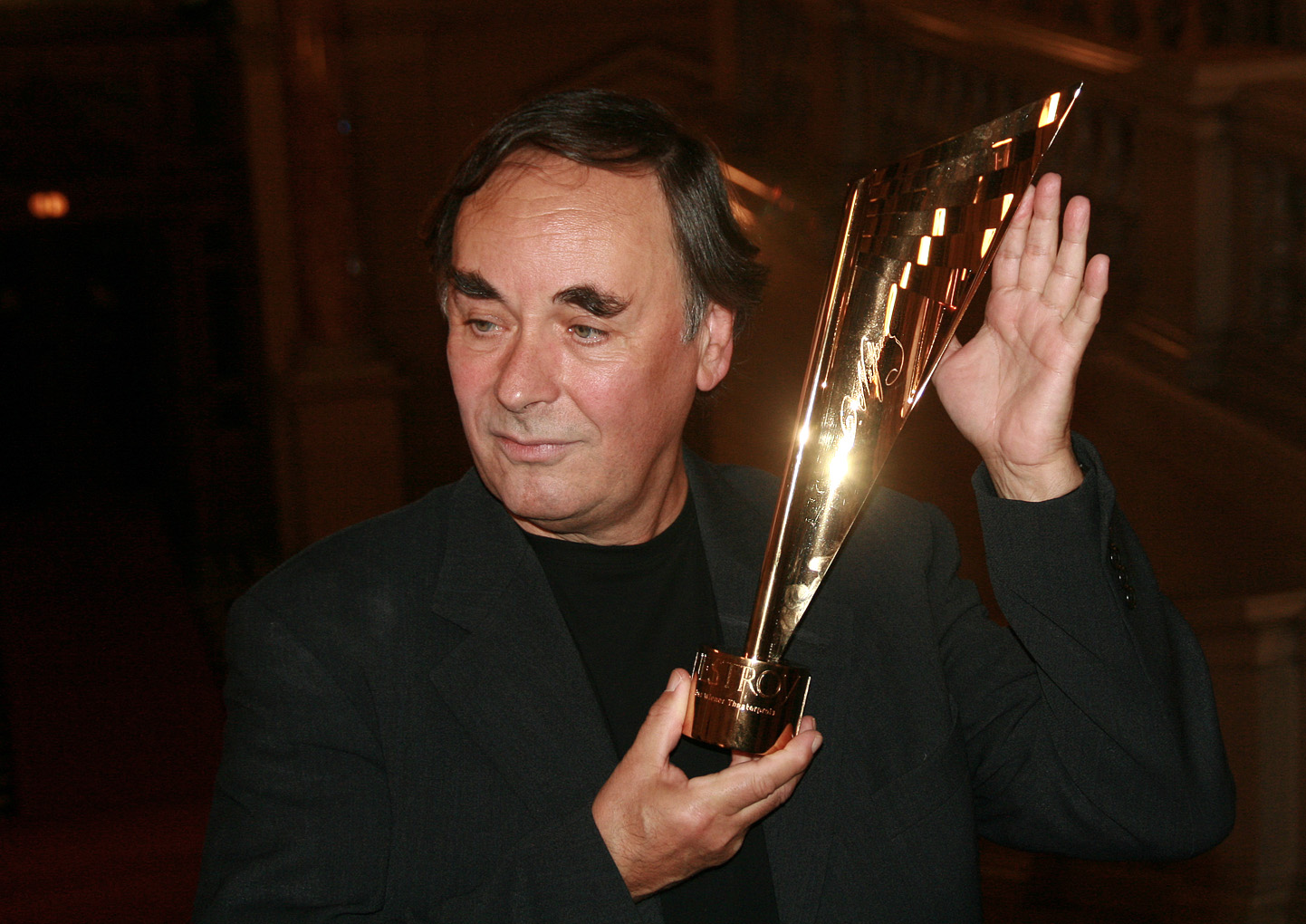
Johann Adam Oest mit dem Nestroy-Theaterpreis 2010 als bester Nebendarsteller

Johann Adam Oest (* 24. Juni 1946 in Babenhausen, Hessen; † 30. April 2019 in Wien) war ein deutscher Schauspieler, der dem Ensemble des Burgtheaters angehörte.

## Leben
Zum Schauspieler ausbilden ließ sich Oest an der Hamburger Schule für Schauspiel. Anschließend spielte er am Badischen Staatstheater Karlsruhe sowie bei den Ruhrfestspielen Recklinghausen. Oest war Theaterschauspieler, wirkte aber auch in zahlreichen Filmen und TV-Serien mit. Seine Karriere begann er am Theater am Neumarkt Zürich. Später wirkte er am Grillo-Theater Essen und am Schauspielhaus Bochum sowie bei den Salzburger Festspielen. Von 1986 bis 1999 und wieder seit 2002 war er Ensemblemitglied des Burgtheaters, wo er in 68 Inszenierungen in unzähligen Rollen mitwirkte und unter anderem mit Claus Peymann, Andrea Breth, Luc Bondy, Manfred Karge, Michael Thalheimer und Herbert Fritsch arbeitete. Zu seinem 70. Geburtstag wurde er zum Kammerschauspieler ernannt.
Johann Adam Oest lebte zuletzt in Wien, wo er Ende April 2019 im Alter von 72 Jahren nach langer schwerer Krankheit starb.

## Filmografie (Auswahl)
- 1974: Tatort: Playback oder die Show geht weiter
- 1975: Tatort – Tod eines Einbrechers
- 1976: Tatort – Kassensturz
- 1983: Über allen Gipfeln ist Ruh’
- 2002: Das Duo – Totes Erbe
- 2003: Herr Lehmann
- 2004: Die Konferenz
- 2004: Kommissar Rex (Hexen und andere Frauen) : Ernst Buchner
- 2005: Tatort – Dunkle Wege
- 2005: Kabale und Liebe
- 2005: Die Bluthochzeit
- 2006: Bella Block: Das Glück der Anderen
- 2006: Requiem
- 2008: Robert Zimmermann wundert sich über die Liebe
- 2008: Tatort – Exitus
- 2010: Hinter blinden Fenstern
- 2011: Mein eigen Fleisch und Blut
- 2011: Der Eisenhans
- 2011: Hotel Lux
- 2012: Das Ende einer Nacht
- 2012: Eine Frau verschwindet
- 2012: Hunkeler und die Augen des Ödipus
- 2014: Clara Immerwahr
- 2014: Die Auserwählten
- 2014: Helen Dorn – Unter Kontrolle
- 2015: Planet Ottakring
- 2016: Die Nacht der 1000 Stunden
- 2017: Life Guidance
- 2018: Kommissar Dupin: Bretonische Flut
- 2018: Die Chefin

## Auszeichnungen
- 1992: Kainz-Medaille
- 2004: Nestroy-Theaterpreis für die beste Nebenrolle als Ross in Die Ziege oder Wer ist Sylvia? am Wiener Akademietheater
- 2005: Hessischer Fernsehpreis als Ensemblemitglied des Filmes Die Konferenz
- 2010: Nestroy-Theaterpreis für die beste Nebenrolle, in mehreren Rollen, in Der goldene Drache am Wiener Akademietheater